# Mateusz Nguyễn Văn Ðắc
Św. Mateusz Nguyễn Văn Ðắc (Phượng) (wiet. Matthêô Nguyễn Văn Ðắc) (ur. ok. 1808 r. w Kẻ Lài, prowincja Quảng Bình w Wietnamie – zm. 26 maja 1861 r. w okolicy Ðồng Hới, prowincja Quảng Bình w Wietnamie) – męczennik, święty Kościoła katolickiego.
Początkowo nazywał się Mateusz Nguyễn Văn Kế, ale już w młodości zmienił imię na Đắc. W późniejszym czasie, gdy był już żonaty i miał dzieci, ludzie nazywali go, zgodnie z miejscowym zwyczajem, po imieniu najstarszego syna – Phượng.
Mateusz Nguyễn Văn Kế urodził się w rodzinie katolickiej. Jego ojciec Nguyễn Văn Bường był żołnierzem. Wcześnie osierocony Mateusz Nguyễn Văn Ðắc musiał w młodym wieku zacząć pracować. Uczył się medycyny u doktora Nhu. Po ślubie w wieku 22 lat zaczął sam praktykować medycynę i zamieszkał w domu ojca żony - kaprala Khiêm. Po kilku latach zajął się handlem i interesy szły mu dobrze. Miał ośmioro dzieci. 2 stycznia 1861 do Sáo Bùn przybył ksiądz Jan Đoàn Trinh Hoan i zatrzymał się w jego domu. Następnej nocy przyszli żołnierze i aresztowali księdza, Mateusz Nguyễn Văn Ðắc i innych siedmiu parafian. Pomimo tortur Mateusz Nguyễn Văn Ðắc nie wyrzekł się wiary. Został ścięty razem z Janem Đoàn Trinh Hoan. 
Dzień wspomnienia: 24 listopada w grupie 117 męczenników wietnamskich.
Beatyfikowany 2 maja 1909 r. przez Piusa X. Kanonizowany przez Jana Pawła II 19 czerwca 1988 r. w grupie 117 męczenników wietnamskich.